# Randia retroflexa
Randia retroflexa là một loài thực vật có hoa trong họ Thiến thảo. Loài này được Lorence & M.Nee miêu tả khoa học đầu tiên năm 1987.